# 코트디부아르의 대외 관계
냉전 시기 동안 코트디부아르의 외교 정책은 대체로 서방에 우호적인 성향을 보였다. 특히 펠릭스 우푸에부아니 대통령은 프랑스와 매우 밀접한 관계를 유지했으며, 이는 아프리카 국가와 구식민 지배국 간의 관계 중에서도 가장 긴밀한 수준에 해당하였다. 코트디부아르는 1960년 독립과 동시에 유엔에 가입하였으며, 이후 대부분의 유엔 전문 기구에 참여하고 있다. 또한 유럽 연합의 준회원국으로 활동하고 있다. 앙리 코낭 베디에 대통령 시기에는 유럽 연합 회원국들과 아시아 국가들을 포함한 여러 나라들과 외교 관계를 수립하고 유지하였다. 코트디부아르는 다양한 국가와 외교 접촉을 이어오고 있다.
우푸에부아니 대통령은 이스라엘과 외교 관계를 수립한 최초의 아프리카 지도자들 중 한 명이었다. 1973년 에티오피아를 시작으로, 아프리카 단결 기구는 아랍 회원국들과의 연대를 이유로 이스라엘과의 외교 관계를 단절하였다. 이후 코트디부아르를 포함한 대부분의 아프리카 국가들이 이에 동참하였다. 그러나 코트디부아르는 1986년 이스라엘과의 외교 관계를 가장 먼저 회복한 국가 중 하나였다. 이와 동시에 팔레스타인과의 외교 관계도 유지하고 있다.
또한 코트디부아르는 남아프리카 공화국의 체제 변화에 있어 대화를 통한 접근을 모색하였으며, 아파르트헤이트 종식 이후 새롭게 임명된 자국 대사는 남아공 정부에 처음으로 신임장을 제출한 외교관들 중 한 명이었다. 그러나 1999년 12월에 발생한 쿠데타로 로베르 게이가 집권한 이후, 코트디부아르의 대외 관계는 큰 타격을 입었으며, 이로 인해 국제 통화 기금을 비롯한 여러 국제 기구들이 대외 원조를 중단하였다.
2000년 10월에 실시된 선거는 대부분의 서방 국제 사회와 아프리카 연합으로부터 심각한 결함이 있다는 평가를 받았다. 민간 정부로의 복귀가 이루어지지 않은 상태에서 원조를 중단한 해외 기구들은 대부분 원조를 계속 동결한 상태였다. 또한, 런던 클럽은 부채 재조정 문제에 대해 재검토할 의사를 나타내지 않았다. 이로 인해 선거 이후 발생한 정치적 변화는 외교 관계에 지속적인 영향을 미쳤다.
그러나 2002년 발생한 내전은 지역적 및 국제적 지원 덕분에 종결되었으며, 2003년에는 권력 분담 정부가 수립되었다. 이러한 협력적인 태도는 코트디부아르의 외교 관계에 긍정적인 영향을 미칠 것으로 예상된다.

## 각국별 대외 관계

### 아시아

#### 대한민국
양국은 1961년 7월 23일에 외교 관계를 수립했다.
코트디부아르는 아프리카에서 최초로 대한민국과 공식적인 외교 관계를 맺은 국가이다. 1986년 8월, 대한민국 외교부 장관 이원경은 코트디부아르를 방문하였다. 1991년 5월에는 김창훈 대통령 특사이자 대한민국의 특별사절이 코트디부아르를 방문하였다. 이어 1994년 6월, 김종호 대통령 특사도 코트디부아르를 방문하였으며, 1999년 1월에는 홍순영 대한민국 외교부 장관이 코트디부아르를 방문하였다. 또한 2010년 2월, 이영준 대한민국 외교부 정치 담당 차관이 코트디부아르를 방문하였다.

### 아프리카

#### 가나
양국은 1961년 3월 15일에 외교 관계를 수립했다.
1989년, 15년 동안의 진전 없는 협상 끝에 가나와 코트디부아르는 640km에 달하는 국경선에 대한 정의에 합의했다. 이후 PNDC는 코트디부아르 및 토고와의 교통 및 통신 연결을 개선하기 위해 노력했지만, 두 나라와의 문제는 계속해서 존재했다.
1992년까지 가나와 코트디부아르의 관계는 비교적 좋았다. 그러나 1993년 말과 1994년 초에 발생한 몇 가지 불미스러운 사건으로 인해 가나와 서쪽 이웃 국가인 코트디부아르와의 관계는 급격히 악화되었다. 그 사건은 1993년 11월 1일, 가나의 쿠마시에서 열린 축구 챔피언십 경기에서 코트디부아르가 탈락한 후, 코트디부아르로 돌아가는 스포츠 팬들과 관련되어 발생했다. 가나의 이민자들이 코트디부아르에서 폭력적으로 공격당했으며, 이 사건으로 40명 이상의 가나인이 사망했다.

### 유럽

#### 프랑스
양국은 1960년 8월 8일에 외교 관계를 수립했다.
선거 갈등에도 불구하고 코트디부아르는 여전히 프랑스와 매우 긴밀한 관계를 유지하고 있다. 펠릭스 우푸에부아니 대통령은 독립 이전 프랑스 식민정부에서 장관으로 재직했던 경력이 있으며, 그는 이 관계를 유지할 것을 고수하였다. 1995년, 자크 시라크 대통령은 취임 직후 코트디부아르를 방문하였고, 이어 프랑스의 외교부 장관과 국방부 장관도 방문하였다. 프랑스와 코트디부아르의 협력 사례는 매우 많다.
프랑스어는 코트디부아르의 공식 언어이며, 코트디부아르의 안보는 아비장에 주둔한 프랑스 해병 여단에 의해 강화되고 있다. 약 20,000명의 프랑스인들이 코트디부아르에 거주하고 있으며, 국가의 통화인 CFA 프랑크는 프랑스 프랑크와 연동되어 있다. 프랑스는 포르 부에트에 군사 기지를 보유하고 있으며, 코트디부아르 군의 재구성에도 도움을 주었다. 또한, 프랑스는 2000년 10월 선거에서 로랑 그바그보 대통령의 승리를 처음으로 인정한 국가였다. 프랑스는 2002-2003년 내전 중 군사적 노력에도 중요한 역할을 하였다. 2009년 2월, 프랑스 정부는 코트디부아르에 주둔 중인 1,800명의 프랑스 군대 중 절반을 철수하기로 결정하였으며, 당시 프랑스 대통령은 "코트디부아르의 안전 위험이 완화되었고, 선거 일정이 불확실한 상황에서 군사적 존재를 완전하게 유지할 이유가 없다"고 밝혔다.